# Joseph Hentgès
Joseph Hentgès, né à Wasquehal le 17 juillet 1875 et fusillé le 14 avril 1942 au fort du Vert-Galant à Wambrechies, est un militant communiste, syndicaliste et résistant français, conseiller général du canton de Lille-Est de 1913 à 1925 et maire d’Hellemmes de 1912 à 1925.

## Biographie

### Origines familiales et formation
Le père de Joseph Hentgès, également prénommé Joseph, né à Kliding (Allemagne) dans une famille de paysans pauvres allemands qui émigrent en France, est un ouvrier du textile aux Cotonnières de Wasquehal et sa mère, Victoire Josèphe Coupe, est originaire d'Escaudœuvres. Joseph n'a pas 10 ans quand il perd sa mère. Il a un petit frère, Georges.
Dès 12 ans, Joseph est confronté au monde du travail : il devient rattacheur dans une grande usine textile.
À 18 ans, il s’engage dans l'armée pour quatre ans. Il part au Tonkin, en Indochine française. Démobilisé, il est embauché aux ateliers des chemins de fer de La Chapelle, à Paris.

### Engagements syndicaux et politiques
De retour dans le Nord, vers 1903-1904, Joseph intègre les ateliers de chemin de fer d’Hellemmes. Il y fonde le syndicat CGT.
En octobre 1910, il participe activement avec ses camarades cheminots à la « grève de la thune » pour revendiquer un salaire journalier minimum d'une thune, soit une pièce de cinq francs. Le mouvement est sévèrement réprimé et Joseph Hentgès est radié à vie de la compagnie des chemins de fer.
Il ouvre alors un estaminet commerce dans la rue même des ateliers des chemins de fer. Fort de son expérience de syndicaliste, adhérent du Parti ouvrier français (POF) puis, après 1905, du Parti socialiste unifié, il se présente aux élections municipales de 1912 à Hellemmes : il y sera maire jusqu’en 1925. Il est aussi élu conseiller général représentant du canton de Lille-Est en 1913. Durant la Première Guerre mondiale, Joseph Hentgès sera désigné comme otage par les autorités allemandes. Il sera à plusieurs reprises emprisonné et destitué de ses mandats par les Allemands.
Joseph Hentgès est réélu maire d'Hellemmes en 1919 et l'heure est à la reconstruction de la ville, les Allemands ayant réduit à l'état de squelette le Nord de la France.
En 1920, avec ses camarades, Florimond Bonte, Edgar Devernay, Clotaire Delourme, entre autres, il est l'un des fondateurs du Parti communiste dans le Nord.
En 1925, il perd la mairie d’Hellemmes mais continue cependant le combat. Il gagne sa vie en ouvrant une boutique de peinture rue Roger-Salengro.
En 1936, il est l'un des acteurs du Front populaire dans le Nord, en tant que membre du secrétariat du PC, et organise, avec Martha Desrumaux l'aide aux Républicains espagnols. Il participe aux élections législatives qu'il perd.

### Arrestation et exécution
Malgré son âge, Joseph fait partie des communistes qui vont reconstruire le Parti communiste dissous. Le 26 août 1941, il est arrêté parce que communiste et résistant, comme 71 autres de ses camarades. Emprisonné à la prison de Loos dans un premier temps, il y verra certains de ses camarades exécutés. En février 1942, il est emmené à la citadelle de Huy en Belgique. Les autorités allemandes le ramènent sur Lille le 13 avril 1942.
Le lendemain, il est exécuté avec 34 autres camarades au fort du Vert-Galant à Wambrechies. Joseph Hentgès allait avoir 67 ans.

### Vie privée
En 1899, Joseph Hentgès épouse Henriette Decarpigny, ouvrière à la journée, originaire de Cambrai. Le couple a six enfants, dont deux, Pierre et Joseph (José), ont été des militants communistes.
José Hentgès, né le 22 aout 1900, deviendra architecte.
Pierre Hentgès, né le 26 avril 1907 à Hellemmes, mort le 8 décembre 1992 à Cannes, professeur d'allemand, journaliste, résistant, a été membre du cabinet de Maurice Thorez, vice-président du conseil et ministre d'État, de 1945 à mai 1947. Il est ensuite rédacteur au quotidien Ce soir, puis journaliste à L'Humanité (1949-1959), dont il est le correspondant à Moscou au moment du XXe congrès du Parti communiste de l'Union soviétique.
Henri, un troisième enfant a été maire d'Hellemmes de 1945 à 1947.

## Hommages
La mémoire de Joseph Hentgès est honorée dans plusieurs villes du Nord : une rue porte son nom à Halluin, Mouvaux, Roncq, Tourcoing et il existe un Boulevard Joseph-Hentgès à Seclin, ainsi qu'une Place Joseph-Hentgès à Hellemmes-Lille.

## Sources et références
1. ↑  « Au Camarade Maire Joseph Hentgès, Ouvrier Communiste Résistant », sur Le Pas-de-Calais rouge, 12 mars 2016 (consulté le 1er septembre 2017).
2. ↑  Pierre Tafani, Les clientèles politiques en France, Rocher, 2003, 342 p. (ISBN 978-2-268-04560-3), p. 85.
3. ↑  Marcel Cachin, Carnets 1906-1947, CNRS Editions, mars 1998 (ISBN 978-2-271-05100-4), p. 498.
4. ↑  Claude Pennetier, « Notice HENTGÈS Joseph (version DBK) », sur maitron.fr, 12 août 2009 (consulté le 13 mars 2019).
5. ↑  « Notice Agorha »
6. ↑  Yves Le Maner, « Notice HENTGÈS Pierre, dit CARPIGNY », sur maitron.fr, 29 décembre 2009 (consulté le 13 mars 2019).
7. ↑  Frédéric Lecluyse, « Qui était Joseph Hentgès, ancien maire, fusillé par les Allemands en 1942? », dans La Voix du Nord du 13 avril 2022, Rubrique Lille et la métropole, p. 12.